# Грчко-турски рат (1919—1922)
Грчко-турски рат вођен између маја 1919. и октобра 1922. Неки га зову Рат у Малој Азији или Грчком кампањом у Турском рату за независност.
То је био низ војних похода током комадања Османског царства, након Првог светског рата. Рат је вођен између грчке војске и османске регуларне војске и турских националиста, који су касније основали Републику Турску.
Грчка кампања отпочела је зато што су савезници из Антанте, посебно британски премијер Дејвид Лојд Џорџ, обећали Грчкој, за савезништво у рату, територијално проширење на рачун противничког Османског царства. Завршио је тако да су се Грци морали повући на границе од пре почетка рата и великом разменом становништва, с ново установљеном Републиком Турском, и мировним уговором из Лозане.
Пропаст војне кампање Грчке, неуспеси у турско-јерменском рату, као и неуспеси у француско-турском рату против Турског националистичког покрета, присилили су Савезнике, да напусте Мир из Севра и преговарају у Лозани о новом мировном споразуму. На крају су морали признати независност Турске Републике и турски суверенитет над Источном Тракијом и Анадолијом.

## Позадина сукоба

#### Геополитички оквир сукоба
Геополитички контекст сукоба произлази из последица Првог свјетског рата, као и чињенице да је Османско царство било укључено у блискоисточне интриге. Грци су добили наредбу да се искрцају у Смирну (тур. İzmir) од стане Антанте, као део договора о деоби Османског царства. Током тог сукоба, Османско царство се потпуно урушило, и било присиљено од стране победничке Антанте, да потпише Мировни уговор у Севру 10. августа 1920. Било је пуно тајних споразума који су укључивали комадање Османског царства, након Првог светског рата. Тројна Антанта је давала контрадикторна обећања Грцима на рачун Мале Азије.
На Париској мировној конференцији, 1919., Грчки премијер Венизелос, снажно је лобирао је за велико проширење Грчке, тзв. Велику Идеју (грч. Μεγάλη Ιδέα) која би укључивала неколико грчких заједница у Северном Епиру, Тракији и Малој Азији. Савезници, а посебно британски премијер Дејвид Лојд Џорџ су обећали Грчкој територије у замену за велике жртве и трошкове које су Грци поднели током рата на страни савезника из Антанте. То је укључивало источну Тракију, острва Имброс (турски: Гокцеада) и Тенедос (турски: Бозцаада), као и делове западне Анадолије, око града Смирне, где је у то време живела значајна грчка заједница.
Итало-англо-француски споразум из Сен Жан де Морјена, потписан 26. априла 1917, установио је „блискоисточне интересе" Италије али је тај договор прекршен грчким ослобађањем Смирне, која је обећана Италији. Пре самог ослобођења, италијанска делегација се опирала идеји грчког заузимања западне Анадолије. Након тога напустила је Париску мировну конференцију и није се вратила до 5. маја. Одлазак Италијана олакшао је посао Лојд Џорџу да увери Француску и САД да дају предност Грцима у војним операцијама у Западној Анадолији у односу на Италијане.
По неким историчарима, грчко ослобођење Смирне била је кап која је прелила чашу и узроковала Турски националистички покрет. По британском историчару Арнолду Тојнбију, то је била срамота Венизелоса и Лојда Џорџа, који су начинили велике грешке и изазвали велике патње грчког и турског становништва (масовног пресељења). Тако су нестали Понтски Грци, истовремено то је изазвало и промену етничког стања становништва у Северној Грчкој, где је већина прогнаника упућена, нарочито у Македонији и Тракији, где се променио етнички састав становништва, што је изазвало даље кризе које се протежу и данас.

#### Грчка заједница у Анадолији
Један од главних аргумената Грчке владе за упућивање војне експедиције у Малу Азију, била је и бројна Грчка заједница у Анадолији.
Грци су од античких времена насељавали Малу Азију (Јоњани). Грчке колоније у Малој Азији, биле су значајан део грчког света, и увек под контролом Грка, од бронзаног доба, преко хеленизма, Византије па све до краја 15. века, кад су Османлије освојиле и последње енклаве. Пре Првог светског рата око 2,5 милиона Грка живело је унутар територије Турске (каква је данас). Новоустановљена турска влада је започела 1915. са ригидном националистичком политиком против мањинских заједница, која се по неким историчарима назива - геноцидом (најпознатији су масакри и прогони Јермена), као и прогон других мањинских заједница (углавном хришћана). Између осталог на тај начин је прогнана и етнички очишћена бројна грчка заједница у Понту, Малој Азији и Западној Анадолији).
Тадашњи грчки премијер Елефтериос Венизелос, у изјави датој британским новинарима рекао је: да Грчка не ратује против ислама, већ против анахроне, корумпиране и неспособне власти, коју ће истерати са оних подручја где Грци чине већину становништва. Противници грчких становишта, бранили су нову турску владу, чињеницама да је она тек установљена, и преслаба да би могла ефикасно деловати, као и тиме да је она ионако под контролом британских окупационих власти.

#### Грчки национализам
Један од великих покретача рата била је грчка национална Велика идеја (грчки: Мегали идеа), заправо једна врста поновног васкрсења Византијског царства, на обе обале Егејског мора. У време грчке борбе за независност од Отоманског царства (1830), Мегали идеа је играла велику улогу у грчкој политици и националној свести.
Велика идеја ипак није само идеја КСИКС, вековног пробуђеног национализма. Она је у коренима многих грчких веровања, као што су да Констатинопољ поново треба обновити као седиште хришћанства, и да треба поново основати хришћанско Византијско царство које је пропало 1453. Као и да црква Света Софија поново треба да буде у хришћанским рукама. Велика идеја је укључивала је Константинопољ, Крит, Тесалију, Епир, Македонију, Тракију, Егејске острва, Кипар, обалу Мале Азије, па чак и Понт у Црном мору.

## Војне операције
Војни аспект сукоба почео је Споразумом о прекиду ватре из Мудроса. Грчко-турски рат се може поделити у три периода.
- Први део, (од маја 1919. до новембра 1920), укључује искрцавање грчке војске у Малој Азији и њено учвршћивање по обали Егеја.
- Други део је трајао од октобра 1920. до јуна 1921. Њега су карактерисале грчке офанзивне војне операције.
- У трећем, завршном периоду, који је трајао до августа 1922, Турци су преузели стратешку иницијативу и присилили грчку војску на напуштање Мале Азије.

#### Запоседање Смирне од стране Грка, маја 1919.
20.000 грчких војника искрцало се у Измир (Смирну) 15. маја 1919. и преузело контролу над градом и околином, под заштитом грчке, француске и британске морнарице. Правна основа тог чина био је члан 7. примирја из Мудроса, који је дозвољавао Савезницима „заузеће било које стратегијске позиције ако би то захтевала сигурност Савезника“.
Грчке снаге су у међувремену ушле и у источну Тракију.
Грци у Измиру и остали хришћани, већином Јермени, који су чинили мањину по турским изворима, а већину по грчким, дочекали су грчке војнике као ослободиоце. Насупрот томе турско становништво, је у њима видело завојеваче. Грчко искрцавање је прошло уз спорадични отпор мањих нерегуларних турских војних група по периферији. Већина регуларне војске дочекала је Грке у миру или се повукла дубље у унутрашњост.
Док је турској војсци наређено да не пуца, турски екстремиста Хасан Тахсин је убио грчког службеника. На то су грчки војници отворили ватру на турске војнике и владину зграду, око 300 до 400 Турака и око 100 Грка је погинуло тог првог дана. Грчка управа била је понижавајућа за муслимане, нарочито кад се захтевало скидање фесова (са мушких глава) и фереџа са женских лица, што су ортодоксни исламски верници доживљавали као тешку увреду и терор над собом.

#### Грчка летња офанзива 1920.
У лето 1920, грчка војска предузела је серију успешних напада у правцу долине Меандер (Мендерес), Перамоса и Филаделфије. Циљеви ове офанзиве били су осигурање стратешке дубине за одбрану Смирне (Измира) и њене околине. На крају те кампање Грци су повећали слободну територију у Анадолији.

#### Мировни уговор из Севра августа 1920.
Отоманска Империја је потписала 10. августа 1920. Споразум из Севра, препуштајући Грчкој Тракију, све до линије Чатаља. Оно што је било још значајније, је да је Турска дала права Грчкој на острва Имброс и Тенедос, задржавши малу територију око Константинопоља, острва у Мраморном мору, и „мали уски појас Европског тла“. Босфорски теснац препуштен је под контролу Међународне комисије и отворен за саобраћај свима.
Турска је била присиљена да препусти територију око града Смирне (Измир). Грци су управљали енклавом Измир, али суверенитет је номинално остао под султаном. По провизорном споразуму, Смирном (Измиром) би управљао локални парламент у периоду од пет година, а затим би се укључила у Краљевину Грчку, ако се тако одлучи на плебисциту који би требало да се одржи под покровитељством Лиге народа.
Споразум никад није ратификован ни од стране Османског царства, а ни од Грчке.

#### Грчка експанзија октобра 1920.
У октобру 1920. грчка војска је напредовала у унутрашњост Анадолије уз подршку Лојда Џорџа, који је тиме желео да повећа притисак на Турке да потпишу Уговор из Севра. Ова авантура отпочела је током либералне владе Елефтериоса Венизелоса, који је убрзо је изгубио изборе и власт. Њега је заменио Димитриос Гоунарис, који је унапредио неискусне монархистичке официре за врховне команданте.
Краљ Константин I је лично преузео команду над војском из Смирне (Измир). Стратегијски циљеви ових операција били су: поразити турске националисте и присилити Мустафу Кемала Ататурка на мировне преговоре. Грци, су били бројнији и модерније опремљени и желели што бржи сукоб са слабо опремљеном турском војском.

#### Смрт краља Александра и одступање премијера Венизелоса, октобар 1920.
У октобру 1920, Краљ Александар је умро због угриза свог кућног љубимца - мајмуна. Тај инцидент зове се „мајмунски угриз који је променио грчку историју“. Венизелос је и тако желео републику и то једва дочекао да укине монархију. Након смрти краља Александра, заказани су нови избори за 1. новембар 1920. Убрзо је избио сукоб између подупиратеља Венизелоса и оних који су подржавали новог претендента за грчког краља Константина. Рат је натерао многе Грке да промене мишљење, и гласају за промене. На велико изненађење многих, Венизелос је добио само 118 од могућих 369 места. Велики пораз приморао је Венизелосова и неколико његових блиских сарадника да напусте земљу. Нова влада припремила је плебисцит за повратак краља Константина. Плебисцитом је краљ позван да се врати у домовину, а грчка војска која је требало да штити Смирну и Егејску обалу упутила се у марш на Анкару.

#### Прва битка код Иненија, децембар 1920.
У децембру, 1920. Грци су доспели до Ескисехира. Наишавши на снажан отпор, вратили су се на првобитне положаје. На почетку 1921. Грци су обновили своје нападе, али су опет наишли на снажан отпор турских националиста, који су се борили неупоредиво боље и мотивисаније и били опремљени попут регуларне војске.
Грчка стратешка иницијатива је први пут заустављена у Првој бици код Иненија (11. јануара 1921). Тај развој догађаја навео је Савезнике да предложе на основи уговора из Севра, конференцију у Лондону где су и обе турске стране биле присутне: турски револуционари (који уговор из Севра нису признавали), као и отоманска влада. И поред тога што су постигнути неки договори са Италијом, Француском и Великом Британијом, одлуку није подржала Грчка влада која је веровала да и даље има стратешку иницијативу и да ће преговарати са јачих позиција. Грци су започели, другу битку код Иненија (27. марта) и успели да поразе Турке (30. марта). Британци су подржавали грчку територијалну експанзију, али нису хтели директно да учествују у војним операцијама да не би провоцирали Французе.

#### Битка код Сакарје, август 1921.
У јулу, 1921, освежена грчка војска је победила турске снаге под командом Исмета Инениа у бици код Кутахја - Ескисехир и избила на обале реке Сакарје (грч. Sangarios), на мање од 100 км западно од Анкаре. Турска војска је имала бројне фанатичне добровољце, који су изгарали у бици. Али и поред совјетске војне помоћи, били су слабо опремљени, са приватним пушкама покупљеним збрда здола, са мало муниције, и без униформи. Пораз је био последица тога. Грчки краљ Константин је ликовао, и позвао британске официре на победничку вечеру у Кемалов главни град.
У међувремену, турски парламент, незадовољан потезима Исмета Иненија као команданта на западном фронту, желео је да Мустафа Кемал и штабни генерал Февзи Цакмак преузму команду над одбраном. Страх од грчког напредовања кулминирао је за 21 дан у бици код Сакарје (23. август - 13. септембар 1921). Турске одбрамбене положаји били су на узвисинама, а требало је да их Грци заузму на јуриш. Висови су падали из руке у руку, по неколико пута. Кључни момент битке био је грчки покушај заузимања Хајмана, на свега 40 km јужно од Анкаре, који су Турци успели да задрже. Битка је исцрпила обе стране, али то је био ипак први пораз Грка, који су се морали повући на раније положаје. Слабости грчке позиције су били велика развученост предњих линија, испрекидане линије опскрбе, и због тога недостаци муниције у кључним моментима.
То је било највише што су Грци могли постићи у Анадолији. За неколико недеља вратили се на положаје које су држали у јулу.
Турски парламент наградио је војсковође Мустафу Кемала и Февзи Цакмака, чином фелдмаршала, за заслуге у бици. До данашњег дана нико други није добио чин од пет генералских звездица у Турској републици.

#### Крај грчке офанзиве
По некима, Грци су поражени јер им је изостала Савезничка војна подршка. Али по другим ставовима, ствар је стајала обрнуто. Британске снаге заузеле су Босфорски мореуз, најбогатији део Турске, француска војска нападала је на Турке са југа и заузела градове на југу Анадолије (укључујући Адану), а Турци су за вратом имали и јерменске борце који су дигли побуну и тако отворили и трећи фронт. Све то било је и више него издашна помоћ.
У међувремену су Турци осигурали совјетску подршку, вративши Совјетима град Батум. Италијани су користили своју војну базу у Анталији да наоружају и извежбане турске снаге у борби против Грка. У јавним иступима, Мустафа Кемал развио је мисао о Анадолији као „тврђави против агресије на Исток“. Битка није била дакле само за Турску већ за читав Исток. То је мобилисало муџахедине по читавој Азији, и прибавило Турском националном покрету бројне симпатизере и подупиратеље.
Килафетски комитет у Бомбају почео је да прикупља помоћ Турском националном отпору. Они су изјавили: „Мустафа Кемал-паша учинио је чуда и немате појма колико људи у Индији обожава његово име...“ Ипак, главни разлог грчког пораза био је лоше планиран стратегијски циљ целе те војне авантуре. Грчка војска није оскудевала једино у мотивисаном људству, али у свему другом јесте, због сиромашне привреде која није могла да издржи тако дугу мобилизацију људства. Ускоро је грчка окупациона војска досегла свој лимит у логистици и почела да показује озбиљне слабости произашле из држања тако велике територије. Грчка експедициона војска трпела је и сталне нападе од стране турских регуларних, али и бројних добровољачких нерегуларних снага.

#### Затишје - март 1922.
Кад су им пропали војни покушаји, Грци су почели да позивају Савезнике да пруже помоћ. На почетку 1922. британци, Французи и Италијани су одлучили да Споразум из Севра није могуће више подржавати, те да га морају преправити. Након те одлуке почели су да потписују засебне споразуме и да напуштају своје ставове о Турској, те су оставили Грке саме.
У марту 1922, Савезници су предложили примирје, али је Мустафа Кемал Ататурк осећао да има стратегијску предност и одбио сваке преговоре све док су Грци у Анадолији. Наставио је са реорганизацијом турске војске и припремама за коначни противудар на Грке.

#### Турски противудар - август 1922.
Турци су отпочели са својим противударом 26. августа. Тај догађај они зову Велика офанзива (тур. Buiuk Taaruz). Већина грчких одбрамбених позиција била је прегажена 26. августа. Следећи дан пао је град Афијон. Грчка војска је претрпила одлучујући пораз 30. августа у бици код Думлипинара, са заробљеном или из строја избаченом половином војске, и са потпуним губитком опреме. Овај дан слави се у Турској као Национални одмор - Дан победе. Током битке код Думлипинара, грчки генерали: Трицупис и Дионис су пали у заробљеништво. Након тога 1. септембра, Мустафа Кемал је наредио турској војсци: „Војници, Ваш први циљ је Медитеран, напред“.
Ескисехир је пао 2. септембра и грчка влада молила је Британце да им помогну да барем задрже енклаву Измир (Смирна). Баликесир и Билецик су заузети 6. септембра, а следећег дана Ајдин. Маниса је пала 8. септембра. Влада у Атини поднела је оставку, а турска коњица ушла је у Измир (Смирна) 9. септембра. Након тога пали су Гемлик (9. септембра) и Мудања (11. септембра), са читавом грчком дивизијом у окружењу. Избацивање грчких снага из Анадолије довршено је 14. септембра. Кемалове снаге налазиле су се северно од Босфора, на Мраморном мору, и Дарданелима где су савезнички гарнизони освежени војницима, Британије, Француске и Италије из Константинопоља. Британски кабинет је одлучио да се одупре Турцима код Дарданела и затражио помоћ од Француза и Италијана, те да тако помогне Грцима да задрже источну Тракију. Упркос том позиву, Италијани и Французи напустили су своје положаје, и оставили Британце саме.
Кемалове снаге су избиле 24. септембра на теснац и одбиле британски захтев за повлачењем. Ово је раздвојило британску владу, Савезнички командант британски генерал Харингтон је наредио својим људима да не пуцају на Турке, и упозорио владу да не срља у авантуру. Грчка морнарица напустила је Истанбул након његовог захтева. Он је напокон присилио Грке да се повуку иза реке Марице у Тракији. Ови потези навели су Мустафу Кемала Ататурк да прихвати преговоре о прекиду ватре.

#### Политика спаљене земље од стране Грка
По многим изворима, приликом свог повлачења из Анадолије у задњој фази рата, грчка војска је спаљивала све од куда се повлачила.
По извештајима Џејмса Лодер Парка, америчког вице-конзула у Истанбулу у то време, који је посетио уништене крајеве одмах након грчке евакуације, ситуација је изгледала овако: „Маниса. .. готово потпуно уништена ватром ... 10.300 кућа, 15 мошеја, 2 јавна купалишта, 2278 трговина, 19 хотела, 26 вила ... уништено. "

#### Поновно заузеће Измира - септембар 1922.
Због могућности великих нереда и злочина који би се могли десити након поновног заузећа Смирне (Измира), Мустафа Кемал Ататурк издао је наредбу да ће казнити смрћу сваког турског војника који терорише цивиле. Пар дана пре заузећа града дељени су леци по граду писани на грчком језику. Кемал Ататурк је такође нагласио да влада у Анкари не може бити одговорна за поједине случајеве одмазди и масакра. Ове команде су навелико игнорисане од стране турске војске и Насрудин-паше, команданта турске војске у Измиру, чије су заповести биле потпуно опречне Ататурковим. Насрудин-пашине команде имале су за главни циљ протеривање хришћанског становништва из града.
За време смутње и анархије која је уследила, велики део града је изгорео, а имовина Грка је опљачкана. Пожар је и данас споран догађај, неки га приписују турској војсци, док је по другима узрок старост кућа, али остаје чињеница да су горели само грчки и јерменски делови града. Турска војска измасакрирала је велики део хришћанске популације, то укључује линч и необично садистичко убиство, грчког православног Митрополита Крисостомоса из Смирне, коме су најпре одсечене уши, нос и руке, а очи ископане ножем. Грци су настојали да побегну из града бродовима, бар до Савезничких бродова.

#### Прекид непријатељстава
Споразум о прекиду ватре из Муданије закључен је 11. октобра 1922. Савезници (Британци, Французи и Италијани) остали су у контроли источне Тракије и Босфора. Грци су морали напустити та подручја. Споразум је ступио на снагу 15. октобра, дан након што су га Грци потписали.
Примирје из Муданије наследио је Лозански уговор, велик његов део је укључивао размену становништва. Преко један и по милион Грка (хришћана) је пресељено, нешто у Атику, а добар део у новостечене територије у Македонији и Тракији.

#### Снаге које су помагале Турске националисте
Нова грчка влада под Гунаресом сменила је све официре ветеране, и врховну команду над војском дала Анастасиосу Папуласу. Французи и Италијани склопили су посебне споразуме са турским револуционарима, и тако учврстили њихову власт. Продали су им велике количине властитог оружја (са терена), јер су рачунали да су Грци ионако британски клијенти, па га неће купити. Италијани су користили своје базе у Анадолији за помоћ Турцима, а против Грка, који су их изгурали са жељених позиција. Напокон и новоустановљено северни сусед Совјетски Савез имао је добар однос са Кемалом Ататурком, јер није био у позицији и није желео да отвара нови фронт на својим јужним границама. Тај однос са новом турском влашћу, кулминирао је споразумом из Москве (1921). Совјетски Савез је мирно посматрао грчко - турски и турско - јерменски сукоб, и помагао Кемала новцем и муницијом.

## Разарања и етничко чишћење

### Грчки масакри над Турцима
Британски историчар Арнолд Ј. Тонби је написао о организованом терору након Грчке окупације Смирне 15. маја 1919. Тонби је заједно са својом женом сведочио терору Грка над Турцима у Јалови, Гемлику и Исмиду, насељима где су „спаљене и опљачкане куће, са свежим лешевима, и терором заплашеним преживелим становништвом.“ Исто тако сведочио је о пљачкама вршеним од стране грчких цивила и војника у униформама.
Унутрашња савезничка комисија на Јалова - Гемлик полуострву, у свом извештају од 23. маја 1921, написала је да се током грчке окупације западне Анадолије дешавало следеће: „Подручје је изложено систематском уништењу, део по део, и то најмање за последњих два месеца, разарања су и већа у близини грчких насеља. Чланови комисије закључују да у деловима Јалове и Гумлека, заузетим од стране грчке војске, постоји систематски план за уништење турских села и истребљење муслиманске популације. Тај план спроводе грчке и јерменске банде уз инструкције а каткада и директну помоћ грчких регуларних снага.“

### Турски масакри над Грцима и Јерменима
Бројне западне новине извештавале су о злоделима турске војске над хришћанским цивилним становништвом, већином над Грцима и Јерменима. Британски историчар Тонби је забележио да су турске јединице намерно палиле грчке куће, и настојале их тотално уништите, како би истерале и уништиле становништво. Масакри су спровођени између 1920—1923. за време турског рата за независност, а нарочито против Јермена на истоку и југу, и против Грка у Црноморској регији. Исто тако је постојао значајан континуитет политике терора између 1915—1917. и 1919. .- 1921. у источној Анадолији.
Турски гувернер Ебубекир Хазим Тепејран у Региону Сивас је рекао да су масакри 1919. почињени над Грцима у његовом делу црноморске обале толико страшни да их он није у стању ни описати. По службеним извештајима 11181 Грка је убијено током 1921. од стране регуларне војске под командом Нуредин-паше (који се прославио убиством митрополита Крисостомоса). Поједини парламентарни заступници захтевали су да Нуредин-паша буде осуђен на смрт, и захтевали су његово суђење, које је касније повучено због интервенције Мустафе Кемала.